# Las aguas bajan negras
Las aguas bajan negras és un drama històric sobre la novel·la d'Armando Palacio Valdés La aldea perdida. Es tracta d'una pel·lícula dirigida per José Luis Sáenz de Heredia i estrenada el 1948.

## Argument
La pel·lícula transcorre a un llogaret asturià a mitjan segle xix (la jove protagonista és fruit d'un romanç esdevingut durant la Primera Guerra Carlina) on es descobreix un jaciment de carbó. Es planteja el dilema entre l'Astúries tradicional pagesa i la minera. Quan un enginyer arriba al llogaret de Rubircós per comprar les terres dels habitants, dient que sota hi ha un dipòsit de carbó, els vilatans pagesos decideixen no vendre, la qual cosa crea un conflicte entre totes dues parts. Nolo, un jove «vaqueiro de alzada» amb una manera de pensar contrària a la del poble, decideix veure per si mateix com és el treball a la mina. Hi Comença a treballar immediatament per a poder guanyar diners i casar-se amb la seva esposa. En veure Nolo treballar a la mina, les persones del poble decideixen excloure'l, en considerar-lo un traïdor cap al poble. Com més temps passa, el conflicte entre totes dues parts creix, fins a arribar a l'assassinat d'un miner. Els miners, en veure que la justícia no estava del seu costat, decideixen anar cap al poble a buscar a l'assassí i hi causen inquietud entre les persones del poble.

## Context ambiental
Segons la informació exposada a l'article Las aguas bajan negras, de Luis Fanjul, Astúries va ser una regió que va impulsar el progrés industrial d'Espanya en ser descoberta la seva riquesa carbonífera en les primeres dècades del segle xix. L'abundància de carbó i recursos els va permetre ampliar les operacions de les mineres per tota la regió. No obstant això, en poc temps es van adonar dels problemes ecològics que ocasionaven les explotacions mineres. Segons Fanjul, els residents d'Astúries van començar a referir-se a les aigües dels rius que passaven per les conques carboníferes com a «aigües negres». La frase comuna d'aquests temps era «Les aigües baixen negres». Això era referència a les aigües dels rius que s'utilitzaven per a netejar el carbó. L'aigua no era filtrada ni usada en circuit tancat, sense cap tractament, es deixava córrer l'aigua pol·luïda amb tots els contaminants del carbó. Les aigües contaminades no només afectaven els residents de les àrees per danyar-los l'aigua potable, sinó que també afectaven la flora i la fauna riberenca. La contaminació va succeir en la seva major part perquè diversos safareigs de carbó no corrien en circuit tancat.

## Temes
En la pel·lícula es representa el conflicte entre l'Astúries tradicional pagesa i l'Astúries minera, i la tensió enfront dels transformacions ecològiques i socials provocades pel desenvolupament de la mineria en regions agrícoles. D'un costat tenim l'Astúries tradicional que no creï en els ideals moderns d'avançar cap al progrés del país i, per l'altre costat, tenim els miners. En la pel·lícula, els miners representen el progrés i la idea de millorar la posició d'Espanya al món per la industrialització. Els pagesos representen els estils de vida i de pensar tradicionals de la majoria dels espanyols en aquells dies.
A una escena de la pel·lícula, quan acaben d'arribar els miners al poble, l'enginyer en cap decideix parlar amb els habitants del poble per a explicar-los els advantatges de l'explotació del carbó. Intenta convèncer-los amb l'argument que el poble ha de progressar no només per a ajudar-se a ells mateixos, sinó per a ajudar Espanya. En aquesta escena es pot notar molt clarament que l'objectiu de l'enginyer i els miners no és ajudar els pagesos a «progressar» localment i millorar així l'economia local, sinó extreure els recursos per a ajudar Espanya a continuar progressant. Amb això arribem a l'altre conflicte que és la tensió que generen els canvis socials i ecològics derivats de l'explotació de recursos naturals com el carbó i l'aigua. Les terres riques en carbó van ser comprades dels seus amos originals i es van convertir en mines, causant desforestació, arruïnant la flora i la fauna de la regió i contaminant l'aigua que s'usava als safareigs del carbó. La pel·lícula mostra aquesta tensió, que es resol al final de la història mitjançant l'acceptació de la mineria per part dels pagesos. Això es representa a través d'un pacte d'amistat i convivència entre els pagesos i els miners que reflecteix la ideologia i els interessos del franquisme en la seva etapa autàrquica durant la dècada que va seguir la Guerra Civil.

## Premis
A l'edició de 1948, Luis Pérez de León va rebre la medalla al millor actor secundari atorgada pel Cercle d'Escriptors Cinematogràfics. José Luis Sáenz de Heredia va rebre un premi de 300.000 pessetes als Premis del Sindicat Nacional de l'Espectacle de 1948.